# Размещение патинко
Размещение патинко (англ. pachinko allocation, PAM) — метод тематического моделирования, применяемый в машинном обучении и обработке естественного языка, позволяющий обнаружить скрытую тематическую структуру в коллекции документов. От более ранних методов (например, LDA) алгоритм отличается тем, что моделирует корреляции между темами в дополнение к корреляциям слов, задающих темы. PAM превосходит LDA по гибкости и выразительной силе. Впервые метод описан, реализован и применён для обработки текстов на естественном языке, однако, может быть использован и в других областях, например, для задач биоинформатики. Своё название получил благодаря популярным в Японии игровым автоматам патинко, в которых реализована игра, напоминающая пинбол на доске Гальтона.

## История
Впервые размещение патинко было описано Ли Вэем и Эндрю Маккаллумом в 2005 году. В 2007 году Ли, Маккаллумом и Дэвидом Мимно идея была обобщена до иерархического размещения патинко. В том же году Маккаллум и его коллеги предложили ввести в PAM непараметрическое байесовское распределение, основанное на модификации иерархического процесса Дирихле (HDP). Алгоритм реализован в Java-библиотеке с открытым исходным кодом Mallet.

## Модель
Для изображения порождающей модели строится ациклический орграф, в котором вершинами являются слова и темы, причём слова могут быть только листьями. Тогда «трёхуровневая» модель — это LDA, а «двухуровневая» модель — Дирихле-мультиномиальное распределение[уточнить].